# 松原喜代松
松原 喜代松（まつばら きよまつ、1907年2月10日 - 1968年12月12日）は、日本の魚類学者（魚類分類学者）。京都大学教授。

## 人物
兵庫県出身。1929年に農林省水産講習所養殖科を卒業後、1942年に理学博士を取得、同所の教授となった。1947年に京都大学農学部教授。魚類の分類などの研究や、深海魚における新種多数発見などという業績を残した。1953年、日本水産学会賞を受賞した。
なお、現在は｢オジサン｣というスズキ目ヒメジ科の魚類も元々は｢オジイサン｣と正式和名が付けられていたが、同人物により改名されたとされている。
ただし改名した理由は不明である。

## 主な著書
- (岡田弥一郎、内田恵太郎と共著)「日本魚類図説」三省堂、昭和10年
- (岡田弥一郎と共著)「日本産魚類検察」三省堂、昭和13年
- 「魚類の形態と検索」岩崎書店、昭和46年
- 「動物系統分類学（魚類）」
- 「魚類学」など